# Rian Gerritsen
Pour les articles homonymes, voir Gerritsen.
Rian Gerritsen, née le 24 novembre 1971 à Babberich, est une actrice néerlandaise.

## Filmographie

### Cinéma et téléfilms
- 2000 : De belager (nl) : La politicienne
- 2005 : Bitches (nl) : Janneke
- 2006 : Langer licht (nl) : Sandra
- 2006 : Black Book : La femme ivre de la prison n°1
- 2006 : Kinderen geen bezwaar (nl) : Patricia
- 2006-2007 : Van Speijk : Helga Kuiper
- 2007 : De co-assistent (nl) : Mme Bakker
- 2008 : Skin : L'agent
- 2008 : Taxi 656 : La femme enceinte
- 2009 : Het mysterie van de volle maan : Rachel
- 2011 : A'dam - E.V.A. (nl) : Margreet
- 2011 : Bennie Filou : La mère de Maria
- 2011-2012 : Spangas : Els Bogaarts
- 2011-2013 : Levenslied (nl) : Cindy
- 2012 : Bowy is inside : La mère
- 2012-2018 : Dokter Deen (nl) : Gerda Pancras
- 2013 : De wederopstanding van een klootzak (nl) : Lotte
- 2013 : Bedtijd : Marleen
- 2014 : Fashion Planet (nl) : L'hôtesse du restaurant
- 2014 : Toen was geluk heel gewoon (nl) : Dolle Mina
- 2014 : Loodvrij : La femme à lunettes
- 2014 : Mees Kees op de planken (nl) : La mère de Poux
- 2014-2016 : Celblok H (nl) : Tanja Richter
- 2015 : Kidnep : Suus
- 2016 : Underdog : Petra de Reuver
- 2016 : Fataal (nl) : La réceptionniste de l'hôpital
- 2016 : Lost in the Game (nl) : Gaia
- 2017 : Het hele verhaal : Anja
- 2017 : 100% Coco (nl) : La vendeuse du marché
- 2017 : Dokter Tinus : Kitty Kuipers
- 2017 : Wakker Worden!: Jenny
- 2018 : De Luizenmoeder (nl) : Kim
- 2018 : Due piccoli italiani (it) : Anke
- 2018 : Retrospekt (en) : Margreet
- 2018 : Familie Kruys (nl) : Laura